# Centertown (Kentucky)
Centertown es una ciudad ubicada en el condado de Ohio en el estado estadounidense de Kentucky. En el Censo de 2010 tenía una población de 423 habitantes y una densidad poblacional de 539,01 personas por km².

## Geografía
Centertown se encuentra ubicada en las coordenadas 37°25′4″N 86°59′44″O / 37.41778, -86.99556. Según la Oficina del Censo de los Estados Unidos, Centertown tiene una superficie total de 0.78 km², de la cual 0.78 km² corresponden a tierra firme y (0%) 0 km² es agua.

## Demografía
Según el censo de 2010, había 423 personas residiendo en Centertown. La densidad de población era de 539,01 hab./km². De los 423 habitantes, Centertown estaba compuesto por el 99.53% blancos, el 0% eran afroamericanos, el 0% eran amerindios, el 0% eran asiáticos, el 0% eran isleños del Pacífico, el 0.24% eran de otras razas y el 0.24% pertenecían a dos o más razas. Del total de la población el 1.42% eran hispanos o latinos de cualquier raza.